# Новіни (Щиценський повіт)
Новіни (пол. Nowiny, нім. Neu Schiemanen) — село в Польщі, у гміні Щитно Щиценського повіту Вармінсько-Мазурського воєводства.
Населення — 326 осіб (2011).

## Демографія
Демографічна структура станом на 31 березня 2011 року:
|          | Загалом | Допрацездатний вік | Працездатний вік | Постпрацездатний вік |
| -------- | ------- | ------------------ | ---------------- | -------------------- |
| Чоловіки | 162     | 41                 | 108              | 13                   |
| Жінки    | 164     | 36                 | 95               | 33                   |
| Разом    | 326     | 77                 | 203              | 46                   |